# Yamanashi Hanzō
Yamanashi Hanzō (山梨半造?   6 de abril de 1864 - 2 de julio de 1944) fue un general del Ejército Imperial Japonés y Gobernador General de Corea entre 1927 y 1929.

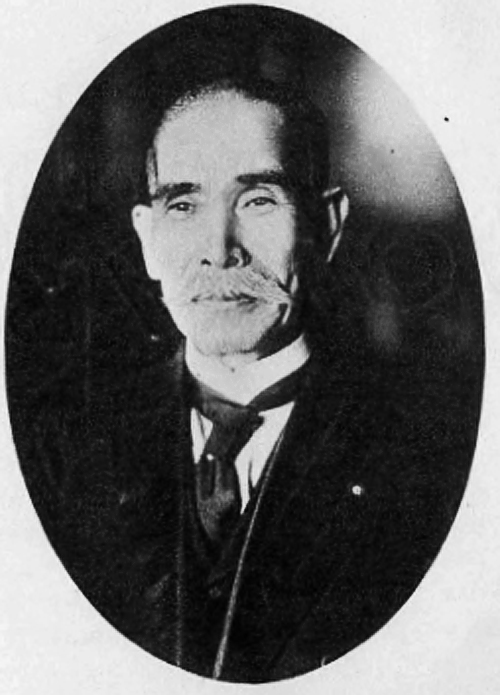
Yamanashi Hanzō.

Nació en la actual prefectura de Kanagawa, se graduó de la 8.ª promoción de la Aacdemia del Ejército Imperial Japonés en 1886 y de la 8.ª promoción del Colegio de Guerra del Ejército en 1892. Fue asignado a la Cuarta Infantería de Brigada del Ejército Imperial Japonés y combatió en la primera guerra sino-japonesa dentro del Segundo Ejército Japonés.
Tras la guerra, asumió diversos cartos administrativos y de operación, antes de ser enviado a Alemania como agregado militar desde 1898 hasta 1902.
Durante la guerra ruso-japonesa de 1904 - 1905, fue Vicejefe del Estado Mayor del Segundo Ejército y posteriormente Jefe del Estado Mayor de la 3.ª División del Ejército Imperial Japonés. Regresó a Europa inmediatamente luego de la guerra como agregado militar en Austria-Hungría desde finales de 1905 hasta 1907 y luego en Alemania a partir de 1907.
Yamanashi fue promovido a mayor general en 1911 y se le asignó el comando de la 30.ª Infantería de Brigada. Fue transferido a la Primera Infantería de Brigada al año siguiente. Luego de asumir varios puestos administrativos dentro del Estado Mayor General del Ejército Imperial Japonés, se le dio el comando de campo durante la Primera Guerra Mundial, comandando la 18.ª División del Ejército Imperial Japonés en la Batalla de Tsingtao. En 1916 fue promovido a teniente general y en 1921 fue promovido a general.
Desde 1921 hasta 1923 fungió como Ministro de Guerra bajo los gabinetes de los primeros ministros Hara Takashi, Takahashi Korekiyo y Katō Tomosaburō.
Se retiró del servicio militar en 1927 y en ese mismo año fue nombrado Gobernador General de Corea, hasta 1929.